# Canarana marceloi
Canarana marceloi är en skalbaggsart som beskrevs av Martins och Maria Helena M. Galileo 1992. Canarana marceloi ingår i släktet Canarana och familjen långhorningar.
Artens utbredningsområde är Paraguay. Inga underarter finns listade.